# Jackowskie
Jackowskie est une localité polonaise de la gmina d'Ostrówek, située dans le powiat de Wieluń en voïvodie de Łódź.